# 亞特蘭大 (伊利諾伊州)
亞特蘭大（英語：Atlanta）是一個位於美國伊利諾伊州洛根縣的城市。

## 地理
亞特蘭大的座標為40°15′46″N 89°13′59″W / 40.26278°N 89.23306°W，而該地的平均海拔高度為219米（即719英尺）。

## 人口
根據2010年美國人口普查的數據，亞特蘭大的面積為3.29平方千米，當中陸地面積為3.27平方千米，而水域面積為0.02平方千米。當地共有人口1692人，而人口密度為每平方千米514.29人。